# Анна Страсберг
Анна Страсберг (ісп. Anna Strasberg), до шлюбу — Мізра́хі (ісп. Mizrahi; 16 квітня 1939, Каракас — 6 січня 2024) — венесуельська акторка.

## Життєпис
Анна Мізрахі, народилася 16 квітня 1939 року в Каракасі у Венесуелі. Починала трудову діяльність акторкою в Ізраїлі, незабаром переїхала до США, де в 1968 році одружилася з театральним режисером Лі Страсбергом. У шлюбі народила двох синів — Адама Страсберга (нар.. 29.07.1969) та Девіда Страсберга (́нар. 30.01.1971).
Коли чоловік помер 17 лютого 1982 року, Анна успадкувала все його майно, включаючи деякі стати акторки Мерилін Монро, а також її права на рекламу. Монро також віддавала Страсбергу 75 % свого заробітку, оскільки його друга дружинаПола Міллер була її гарною товаришкою та багато років була тренеркою Монро з акторської майстерності.
Анна Страсберг, яка не була знайома з Монро, володіла більшою частиною її спадку та в 1990 році намагалася через суд повернути все її майно. Після програшу в 1999 році найняла CMG Worldwide для управління ліцензійними правами та перешкоджала аукціону з розпродажу приватної власності Монро, що належала Odyssey Group, Inc. протягом наступних кількох років. Компанія отримала ці речі від Мілінгтона Конроя, який успадкував їх після смерті своєї тітки, фінансового радника Монро Інез Мелсон.
Починаючи з 1999 року Анна Страсберг уклала понад 700 ліцензійних угод і доручила британському аукціонному дому Christie's виставити на аукціон речі Монро, включно з сукнею, яку вона одягла під час виконання відомої пісні Happy Birthday, Mr. President (укр. «З днем народження, містере Президенте»). Крім того, її піаніно, яке вона отримала від своєї матері Гледіс Перл Бейкер, було продане співачці Мераї Кері. Загалом було зібрано 13 400 000 доларів, з яких Страсберг чимало пожертвувала Literacy Partners, Hollygrove та Всесвітньому фонду дикої природи. У 2005 році аукціонний дім Julien's організував аукціон інших предметів із маєтку Монро.
У 2000 році Анна Страсберг заснувала компанію «Мерилін Монро». У 2006 році нащадки фотографів Мілтона Гріна, Тома Келлі та Сема Шоу подали до суду на компанію за право власності на ліцензійні права Монро. Через рік суди в Нью-Йорку та Каліфорнії постановили, що Монро проживала в Нью-Йорку до своєї смерті, а отже, не могла успадкувати ці ліцензійні права на своє майно. Вони були продані Authentic Brands Group у 2011 році.
Пізніше Анна Страсберг обійняла посаду керівниці Інститутом театру та кіно Лі Страсберга. Вона є хрещеною матір'ю акторки Дрю Беррімор.

## Фільмографія
- Екстранне вторгнення (1965);
- Дівчина з гарячою шкірою (Бунт на Сансет Стріп), режисер Артур Дрейфус (1967);
- Відьмина зима (1969), телефільм;
- Щось біляве (1984);
- Мати Люсі (Щасливий пілігрим, 1988), міні-серіал.